# 74ª Squadriglia
La 74ª Squadriglia fu una squadriglia del Servizio Aeronautico del Regio Esercito.

## Storia

### Prima guerra mondiale
Il 15 aprile 1916 nel cambio dei nomi di tutte le squadriglia la 5ª Squadriglia caccia diventa 74ª Squadriglia comandata dal Capitano Vincenzo Lombard su 12 SAML/Aviatik B.I con motore Salmson da 140 hp a Milano inquadrata nel Gruppo Settentrionale per la Difesa Aerea.
Il 21 ottobre il comando passa al Cap. Ferdinando Giorgi che in novembre riceve i Farman 14 con motore Colombo.
Il 24 novembre si sposta sul campo volo di Trenno (oggi Parco Aldo Aniasi) con 4 Farman, 7 Farman Colombo e 3 Aviatik.
Nel 1916 l'unità compie quasi 300 voli di crociera ed al 1º gennaio 1917 dispone di 9 piloti e 10 mitraglieri.
Nel mese di marzo incomincia a passare su SAML S.1 e 3 Savoia-Pomilio SP.2 ed il 10 aprile passa nel IX Gruppo (poi 9º Gruppo Caccia).
Il 6 maggio il comando passa al Cap. Ercole Ercole ed il 31 maggio dismette i suoi Aviatik.
Il 16 giugno cede anche i Farman Colombo quando dispone di 12 piloti, 10 mitraglieri ed un osservatore.
Nell'ambito dell'Undicesima battaglia dell'Isonzo l'unità l'11 agosto distacca 2 sezioni con 10 SAML all'Aeroporto di Udine-Campoformido con 7 piloti tra cui Ercole, l'osservatore e 10 mitraglieri ed il 19, 21 e 25 sezioni di 4 velivoli colpiscono l'Hermada, il 26 due bombardano Panovizza vicino a Valdirose ed il 28 svolge due missioni da bombardamento.
Il 4 settembre formazioni di 4 SAML vanno due volte sul nemico fino al 12 ottobre quando le sezioni rientrano nel reparto che nel cambio dei nomi alle squadriglie dal 12 settembre è diventata 122ª Squadriglia e che dal 24 agosto aveva una sezione di 2 Caproni.
La nuova 74ª Squadriglia nasce il 20 maggio 1918 a Castenedolo (poi Aeroporto di Brescia-Montichiari) dalla 2ª Sezione della 83ª Squadriglia nel IX Gruppo e diventa operativa dal 24 maggio comandata interinalmente dal Cap. Bruno Lodolo e dopo dal Cap. Marinello Nelli.
Una sezione viene inviata a Cividate Camuno per difendere il Passo del Tonale ed al 1º giugno l'unità dispone di 7 Nieuport 27 e 13 piloti.
L'8 giugno il comando passa al Cap. Serafino Battaini che il 24 giugno forza un aereo austriaco a prendere terra a Breguzzo.
Il 7 luglio il reparto passa al XXIV Gruppo ed il 14 il Ten. Ottorino Frazzi, con il Serg. Carlo Campana ed il Caporale Raffaele Tarducci, attacca un austriaco sul fronte abbattendolo.
Il 19 luglio il soldato Giosuè Lombardi atterra in emergenza con l'Hanriot HD.1 sul ghiacciaio dell'Adamello (monte) ad oltre 2000 metri di altezza ed il 20 luglio il reparto dispone di 3 Ni-27, 13 Hanriot, un S.P.2 e 3 Farman per 20 piloti a Castenedolo e 4 Hanriot per 3 piloti a Cividate.
La sezione Farman era aggregata per la difesa di Brescia.
Il 29 luglio Battaini su Ni-27 abbatte un austriaco ed il 22 agosto l'unità cede alla 72ª Squadriglia caccia la Sezione Difesa Notturna con 4 piloti e l'S.P. dotato di cannoncino e 3 Farman Colombo.
Il 25 settembre si scioglie il XXIV Gruppo ed il reparto dal 4 ottobre passa con il XX Gruppo (poi 20º Gruppo).
Alla sezione di Cividate ci sono 6 piloti ed il 1º novembre il reparto si sposta a Ponte San Marco.
L'11 novembre l'unità torna a Castenedolo con 10 Hanriot e durante la guerra il reparto ha fatto quasi 800 voli di guerra sostenendo 14 combattimenti aerei.
La squadriglia viene sciolta il 6 febbraio 1919.

### La Regia Aeronautica
Nell'autunno del 1924 era nel XXIII Gruppo (23º Gruppo della Regia Aeronautica al Campo della Promessa di Lonate Pozzolo, nel 1925 transita sui Nieuport 29 e nel 1926 riceve anche i Fiat C.R.1.
Nel febbraio 1927 entra nel 2º Stormo con sede a Cinisello Balsamo con i Nieuport 29 ed in maggio i Nieuport vennero cambiati con gli Ansaldo AC 3 (variante dell'Ansaldo AC.2).
Alla fine del 1929 il Gruppo adotta i nuovi Fiat C.R.20.
Il 1º giugno 1931 entra nel 3º Stormo dell'Aeroporto di Bresso con i CR 20bis che sostituisce nel 1935 con i Fiat C.R.32.

### Seconda guerra mondiale
Dal 3 giugno 1940 si schiera, al comando del capitano Guido Bobba, all'aeroporto di Vergiate ed al 10 giugno a Cervere con 8 Fiat C.R.42 ed alla fine del mese va sull'aeroporto di Comiso (RG) dove, dal 9 luglio 1940, divenuto il Gruppo Autonomo, cessa di dipendere dal 3º Stormo.
Nel 1941 riceve gli MC-202.
All'8 settembre 1943 era all'aeroporto di Furbara con 3 MC 202 nel XXIII Gruppo.